# Plaza de la Constitución (Málaga)
La plaza de la Constitución es una vía pública del centro de la ciudad de Málaga, España. Se trata de la antigua plaza Mayor, situada en el corazón del centro histórico de la ciudad, que desde el siglo XV ha sido el espacio público y político de la ciudad por excelencia.

## Historia
Durante el Reino nazarí ya era una plaza principal, conocida como la plaza de las Cuatro Calles o plaza Pública. Su estructura definitiva se conformó entre el siglo XV y el XVI, tal y como muestra un plano de 1571 ubicado en el Archivo municipal, y se configuran los principales edificios de la ciudad como el Ayuntamiento (hasta 1869) las casas del corregidor y del cabildo malagueño, la cárcel, la Audiencia o las carnicerías. Posteriormente se construyó el convento de las Agustinas descalzas y la sede de la Sociedad Económica de Amigos del País. 
Pasó a llamarse plaza de la Constitución en 1812, con la promulgación de la Constitución de la Pepa, aunque con el devenir histórico cambió de nombre constantemente: de la Libertad, de la República Federal, y de José Antonio Primo de Rivera, hasta la democracia, que retoma su nombre original de la Constitución. 

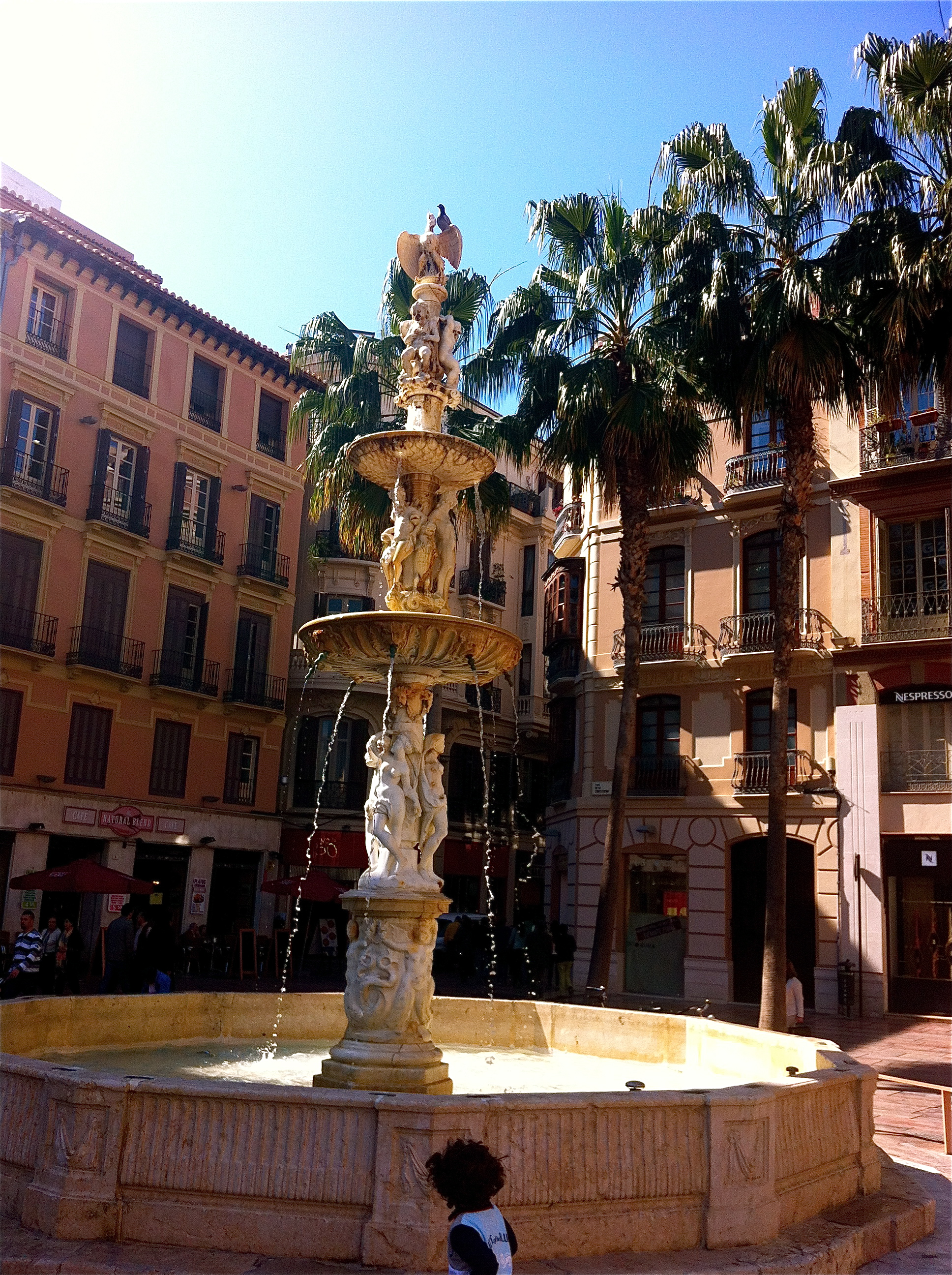
Fuente de Génova ubicada en la plaza

En el siglo XIX, con la desamortización, sufrió algunas modificaciones. Se demolieron varios inmuebles como la capilla de Santa Lucía y la Cárcel Pública, lugar donde en diciembre de 1831 habían sido encerrados los acompañantes del general Torrijos. Con la influencia de los pasajes comerciales parisinos y londinenses, Manuel Agustín Heredia promueve para el disfrute de la burguesía malagueña el Pasaje Heredia en 1837, primer pasaje comercial de España. De la misma época data el Pasaje Chinitas, denominado así por el café-teatro Chinitas, donde se congregó gran parte de la vida bohemia de la época. 
En 2004 se inauguraron una serie de planchas de acero inoxidable en el pavimento que muestran las portadas de varios periódicos tras la aprobación de la Constitución de 1978. En 2011 se remodeló el Pasaje Heredia, perdiendo su relación con el contexto original.
La mayoría de eventos culturales de la ciudad tienen relación con la plaza. Por ejemplo, en Semana Santa se suele instalar un gran palco en esta zona, durante la Feria de Málaga diversas casetas, mientras que la celebración de Nochevieja y las uvas también acontece aquí.

## Arquitectura
Entre los edificios que rodean la plaza destacan la Escuela de San Telmo y la Casa del Consulado. 
La plaza albergó desde el siglo XVII la conocida como fuente de Génova o de Carlos V (realizada en mármol un siglo antes y ubicada en este espacio) y que provenía de la ciudad italiana. La fuente fue trasladada al parque de Málaga hasta la peatonalización de la vecina calle Marqués de Larios en 2002, cuando fue restablecida a su lugar primigenio.